# Mario J. Molina
Mario José Molina Henríquez (Ciutat de Mèxic, Mèxic 1943 - 7 d'octubre de 2020) fou un químic mexicà i professor universitari. Posseïa també la ciutadania dels Estats Units. Fou guardonat amb el Premi Nobel de Química l'any 1995.

## Biografia
Va néixer el 19 de març de 1943 a ciutat de Mèxic. Després d'estudiar l'escola primària de la ciutat de Mèxic, als onze anys els seus pares el van enviar a estudiar a Suïssa. Tornà a Mèxic per completar els estudis pre-universitaris a l'Acadèmia Hispano Mexicana, fundada pels refugiats de la guerra civil 36-39 i dirigida pel professor Ricardo Vinós. Allí era conegut como el Chepe Molina. El 1960 va ingressar a la Facultat de Química de la Universitat Nacional Autònoma de Mèxic per estudiar enginyeria química. L'any 1965, es graduà, i encetà els seus estudis de postgrau a la Universitat de Friburg (Alemanya), on va passar gairebé dos anys investigant sobre la cinètica de polimeritzacions. El 1968 va ingressar al programa de doctorat en fisicoquímica de la Universitat de Califòrnia, Berkeley.
A Berkeley va incorporar-se al grup d'investigació del Professor George C. Pimentel, inventor del làser químic. Molina va obtenir el doctorat el 1972 i l'any següent fou nomenat investigador associat a la Universitat d'Irvine (Califòrnia), al costat del professor Frank Sherwood Rowland. El 1975 en fou nomenat professor titular, si bé el posteriorment abandonà el centre docent per unir-se al Jet Propulsion Laboratory en el grup de recerca de física i química molecular. El 1989 fou nomenat professor de l'Institut Tecnològic de Massachusetts, aconseguint la nacionalitat nord-americana aquell mateix any, i esdevenint professor de química a la Universitat de San Diego.

## Recerca científica
Va realitzar diverses investigacions en l'àmbit de la química ambiental sobre el problema del medi ambient i el canvi climàtic. Molina va decidir no limitar les seves publicacions als mitjans científics, sinó anar més enllà i usar altres mitjans de comunicació per a alertar al públic en general dels seus descobriments i influir en les polítiques públiques. És per això considerat com un dels primers científics a alertar sobre perill que representen per a la capa d'ozó els clorofluorocarbonis o CFC usats en aerosols, tant industrials com domèstics.
L'any 1995 va rebre el Premi Nobel de Química, juntament amb Frank Sherwood Rowland i Paul J. Crutzen, pels seus treballs conjunts sobre la química de l'atmosfera, especialment sobre la formació i descomposició de l'ozó.